# 鎌倉利行
鎌倉 利行（かまくら としゆき、1929年7月19日 -2011年4月24日 ）は、日本の弁護士（登録番号：7256）。博士（法学）（大阪大学）。鎌倉・檜垣法律事務所所長。

## 人物
大阪府出身。1945年、旧制大阪府立北野中学校（現・大阪府立北野高等学校）在学中に海軍兵学校予科に入学。終戦後、北野中学校に復学。その後、大阪高等工業学校精密機械科（現・大阪府立大学工学部）に入学。卒業後、大阪大学法学部に入学。1954年に大阪大学を卒業。
1955年に司法試験合格。1956年4月、第10期司法修習生となる。1958年、川合法律事務所勤務。1962年からは、柏井法律事務所に勤務。
1983年、鎌倉利行法律事務所を独立開業。
1977年、大阪弁護士会副会長。
1986年、大阪弁護士会会長、近畿弁護士会連合会理事長、日本弁護士連合会副会長。
2004年12月2日、大阪の石松竹雄（元裁判官）、島田信治、鬼追明夫、上原洋允、坂井尚美、辻公雄、石田法子、磯川正明と共に代表として、総計160名の会員が呼びかけ人となった9条の会を結成した。
その他に、大阪家裁調停委員、社団法人大阪青年会議所理事、大阪簡裁調停委員、吹田市公害健康被害認定審査会委員、大阪府情報公開府民会議委員、大阪府情報公開推進会議委員、法務省法制審議会委員、大阪府人事委員会委員長代行、大阪民主法曹協会理事長、大阪核禁会議議長、大阪大学附属病院先進医療評価委員会委員長、奈良県民共済理事長、社団法人鳴尾ゴルフ倶楽部理事長などを歴任。大阪大学法学部同窓会　青雲会の役員でもあった。
司法修習生時代に色川幸太郎から師事を受けて以来、色川幸太郎を師とする。
趣味は、海外旅行、ゴルフ、絵画、書道など。座右の銘は、『一期一会』と『富貴在天』。

## 著書
- 『大津事件考』（大阪大学出版会）